# Anton Fig
Anton Fig (Kaapstad, 8 augustus 1952) is een uit Zuid-Afrika afkomstige Amerikaanse jazz- en rockdrummer.

## Biografie
Fig begon op 4-jarige leeftijd te drummen. Hij trad op in Zuid-Afrikaanse rockbands, voordat hij naar Boston vertrok, waar hij tot 1975 studeerde aan het New England Conservatory of Music. In 1976 ging hij naar New York, waar hij werkte als zelfstandig muzikant. Hij werkte o.a. samen met Bob Dylan, B.B. King, Peter Frampton, Joan Armatrading, Cyndi Lauper, Link Wray, John Waite, Robert Gordon, Joe Bonamassa, Beth Hart en de band Kix. Op de Kiss-albums Dynasty (1979) en Unmasked (1980) bespeelt hij de drums.
Fig was lid van de band Spider en speelde op hun albums van 1980 en 1981 en na de naamsverandering in Shanghai ook op het album van 1982, samen met de producenten Beau Hill en de componist Holly Knight. In 1987 was hij betrokken bij het soloproject van Ace Frehley, de voormalige leadgitarist van Kiss, als lid van diens band Frehley's Comet. Hij speelde ook op het gelijknamige album, maar verliet de band na afloop van de aansluitende tournee om zich te concentreren op zijn verplichtingen bij CBS.
Sinds 1986 is hij lid van de World's Most Dangerous Band, die bij NBC de show Late Night with David Letterman begeleidde. Toen de show in 1993 werd verplaatst naar CBS, werd de band (nu versterkt met een blazerssectie) bekend als CBS-Orchestra, dat als band van de Late Show with David Letterman en als huisband van de Rock and Roll Hall of Fame werkt. Hij trad in deze functie op met muzikanten als Miles Davis, James Brown, Bruce Springsteen, Steve Winwood, Bonnie Raitt en Tony Bennett. Toen Paul Schaffer als orkestleider van de CBS-band niet aanwezig was, aanvaardde Fig deze rol. 
Voor de afsluitingsceremonie van de Olympische Zomerspelen 1996 in Atlanta begeleidde het orkest Stevie Wonder, Faith Hill, Little Richard en B.B. King, tijdens het Concert for New York City in 2001 David Bowie, Mick Jagger en Keith Richards, Eric Clapton en Buddy Guy, Macy Gray en James Taylor. De band ondersteunde ook Al Green, Gloria Estefan, *NSYNC en Eric Clapton tijdens het Save the Music-concert van de  zender VH1 in het Witte Huis.
Fig speelde tijdens deze periode ook mee in enkele sketches van de show, ook in de zich herhalende gag Anton Fig's Guess The Expiration Date, waarin Fig een blinddoek droeg en met eten werd gevoerd en de vervaldatum van de levensmiddelen aan de smaak moest herkennen.
In 1996 bracht Fig de leervideo In the Groove uit voor drummers, als boek onder de titel Late Night Drumming. In 2002 verscheen zijn album Figments, waaraan o.a. Richie Havens, Brian Wilson, Ivan Neville, Sebastian Bach, Ace Frehley, Al Kooper, Chris Spedding, Donald Dunn, Blondie Chaplin, Paul Shaffer, Chris Botti, Randy Brecker en Richard Bona meewerkten. In enkele andere door Fig gemaakte opnamen werkte hij samen met Bob Dylan, Mick Jagger, Cyndi Lauper, Madonna, Gary Moore, Shanghai, Ace Frehley, Joan Armatrading, Rosanne Cash, Joe Cocker, John Phillips, Warren Zevon, Sebastian Bach, Oz Noy, Jed Davis, Joe Satriani, Paul Butterfield, R. "Guitar" Prasanna en Chris Spedding.
Als zelfstandig drummer had Fig liveoptredens met Paul Simon, Booker T. & the M.G.'s, de Thompson Twins tijdens het Live Aid-concert en met Jim Keltner tijdens The 30th Anniversary Concert Celebration, het concert ter gelegenheid van Bob Dylans 30-jarig jubileum. In 2006 speelde Fig op het The Village Lanterne-album van Blackmore's Night. In 2007 werkte hij met Joe Bonamassa aan diens album Sloe Gin, in 2009 aan zijn Ballad of John Henry-album en in 2014 aan Different Shades of Blue. In mei 2009 voegde Fig zich bij de band van Joe Bonamassa voor diens eerste optreden in de Royal Albert Hall in Londen, waar Eric Clapton een gastoptreden had. Van dit concert werd een dvd uitgebracht. Fig werkte bovendien mee bij het album Anomaly (september 2009) van Ace Frehley. In november 2015 ging hij op tournee met Joe Bonamassa.
- Gemeinsame Normdatei: 134372840
- International Standard Name Identifier: 0000 0000 4650 3501
- Library of Congress Control Number: no2002098244
- MusicBrainz: 7d9b9240-fcca-42d4-9c71-955746447373
- Virtual International Authority File: 41516658
- WorldCat: E39PBJbWqHMqTXkWKqT33rv8md